# Station Florennes-Oost
Station Florennes-Oost was een spoorwegstation langs spoorlijn 138 (Châtelet- Florennes) en spoorlijn 138A (Florennes - Nouzonville) in de Belgische gemeente Florennes.
0,0: Florennes-Centraal ·
1,2: Florennes-Oost ·
2,9: Chaumont ·
7,6: Villers-le-Gambon ·
9,5: Merlemont-Village ·
10,2: Merlemont ·
15,9: Romedenne-Surice ·
18,1: Gimnée ·
20,9: Doische